# Komagome (Tokyo)
Komagome (駒込) est un quartier de l'arrondissement spécial de Toshima, un des vingt-trois arrondissements de la ville de Tokyo, au Japon.
Le quartier est desservi par la gare de Komagome.